# سیارک ۶۳۸۹
سیارک ۶۳۸۹ (به انگلیسی: 6389 Ogawa، نامگذاری:1990BX) شش هزار و سیصد و هشتاد و نهمین سیارک کشف شده‌است که در ۲۱ ژانویه ۱۹۹۰ کشف شد.
قدر مطلق سیارک برابر ۱۲٫۵۰ است.